# مسابقات قهرمانی فرمول ۲
مسابقات قهرمانی فرمول ۲ (به انگلیسی: FIA Formula 2 Championship) یک مسابقات قهرمانی اتومبیل‌رانی چرخ‌باز تک نفره است که توسط فدراسیون بین‌المللی اتومبیل‌رانی برگزار می‌شود. این مسابقه قهرمانی در سال ۲۰۱۷ در پی تغییر نام سری جی‌پی۲، معرفی شد.
فرمول ۲ برای کاهش هزینه مسابقات برای تیم‌ها و ایجاد یک زمین آموزشی و تمرینی برای فرمول یک طراحی شده‌است، فرمول ۲ استفاده از شاسی، موتور و تایر یکسان را برای همه تیم‌ها اجباری کرده‌است تا توانایی و عملکرد واقعی راننده مورد سنجش قرار بگیرد. این مسابقات بیشتر در مسیرهای مسابقه‌ای اروپایی انجام می‌شد اما به تازگی در سایر پیست‌های بین‌المللی دیگری خارج از اروپا نیز انجام شده‌است مانند مسابقات فصل ۲۰۱۷ که در پیست بین‌المللی بحرین در بحرین، پیست یاس مارینا در امارات متحده عربی و پیست شهری باکو در جمهوری آذربایجان انجام شد.

## سیستم شماره گذاری
سیستم شماره گذاری در مسابقات قهرمانی فرمول ۲ در حال حاضر (مشابه سیستم شماره گذاری فرمول یک بین سالهای ۱۹۹۶ تا ۲۰۱۳) بر اساس جدول رده‌بندی تیم‌ها در فصل قبل است؛ که از زمان شکل‌گیری سری جی‌پی۲ در سال ۲۰۰۵ تاکنون استفاده می‌شود. در فصل ۲۰۲۰، شماره ۱۹ و ۱۸ برای بزرگداشت آنتوان هوبرت که در طی یکی از مسابقات فصل قبل (مسابقه پشتیبانی گرند پری بلژیک ۲۰۱۹) درگذشت، بازنشسته شد.

## مسابقه آخر هفته

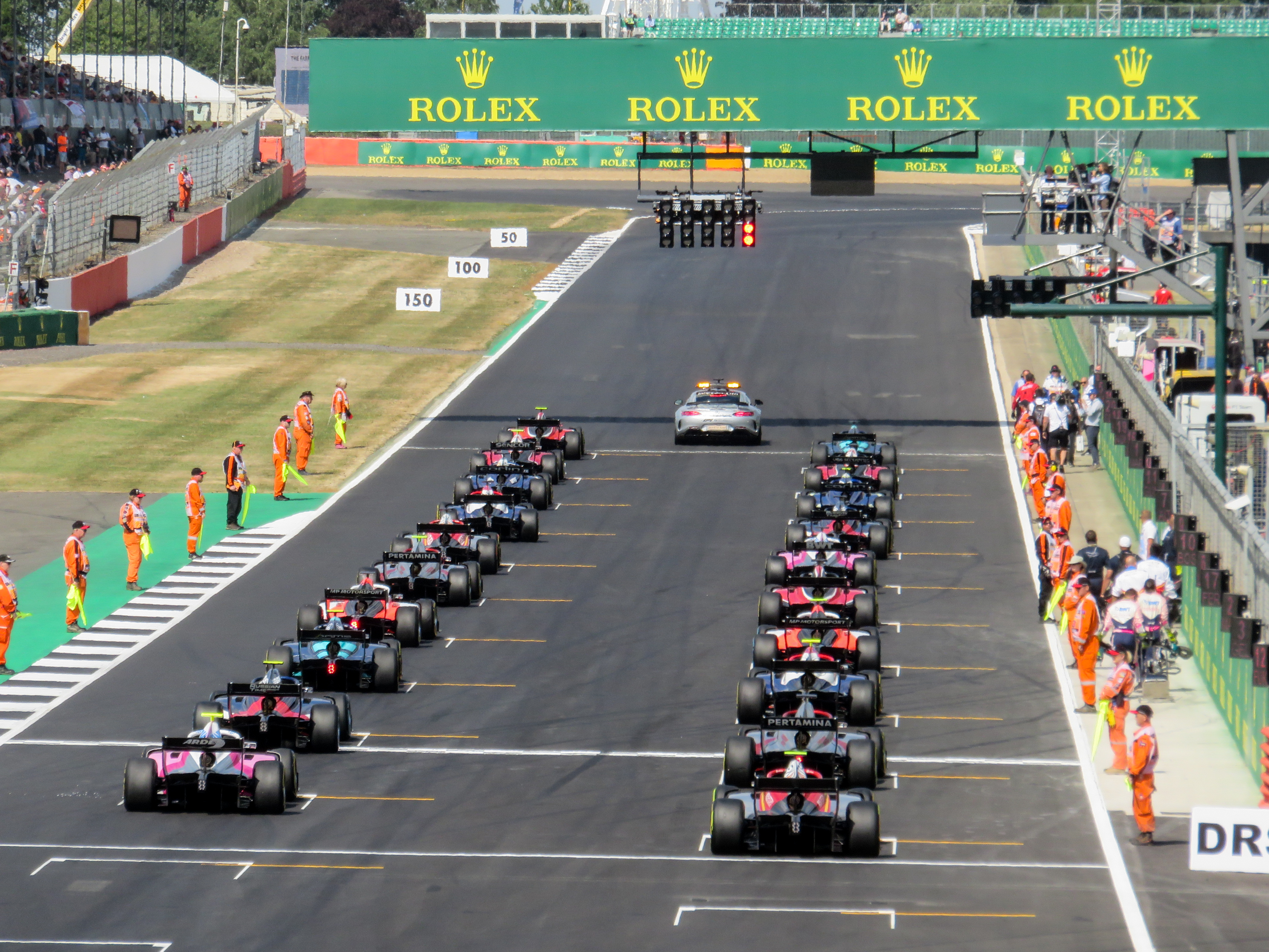
پیست سیلورستون، مسابقات قهرمانی فرمول ۲ در سال ۲۰۱۸

روز جمعه، رانندگان یک جلسه ۴۵ دقیقه ای تمرین آزادانه و ۳۰ دقیقه دور تعیین خط دارند. دور تعیین خط به منظور به دست آوردن سریعترین زمان در مسیر مسابقه و مشخص شدن جایگاه رانندگان در صف شروع اولین مسابقه در روز شنبه است.
مسابقه روز شنبه که Feature Race نامیده می‌شود بیش از ۱۷۰ کیلومتر یا ۶۰ دقیقه طول می‌کشد (به جز موناکو که در حدود ۱۴۰ کیلومتر و بوداپست که در حدود ۱۶۰ کیلومتر است)، هر راننده باید یک پیت استاپ (توقف خودرو جهت تعویض تایرها) اجباری را تکمیل کند و حداقل باید از یک ست از مجموعه لاستیک‌های تعیین شده برای آب و هوای خشک استفاده کند.
مسابقه روز یکشنبه که Sprint Race نامیده می‌شود بیش از ۱۲۰ کیلومتر یا ۴۵ دقیقه طول می‌کشد (به جز موناکو که در حدود ۱۰۰ کیلومتر است) جایگاه رانندگان در صف شروع این مسابقه با توجه به نتایج مسابقه اول (مسابقه روز شنبه) مشخص می‌شود؛ با این تفاوت که ۸ راننده اول به صورت معکوس قرار می‌گیرند؛ به صورتی که راننده اول مسابقه اول، مسابقه دوم را از جایگاه هشتم و راننده هشتم مسابقه اول، مسابقه دوم را از جایگاه اول شروع می‌کند.

### شیوه امتیازات
مسابقه روز شنبه (Feature Race) دارای یک شیوه امتیازدهی مشابه شیوه مورد استفاده در فرمول یک است که در زیر نشان داده شده‌است:
| شیوه امتیازات مسابقه روز شنبه (Feature Race) | شیوه امتیازات مسابقه روز شنبه (Feature Race) | شیوه امتیازات مسابقه روز شنبه (Feature Race) | شیوه امتیازات مسابقه روز شنبه (Feature Race) | شیوه امتیازات مسابقه روز شنبه (Feature Race) | شیوه امتیازات مسابقه روز شنبه (Feature Race) | شیوه امتیازات مسابقه روز شنبه (Feature Race) | شیوه امتیازات مسابقه روز شنبه (Feature Race) | شیوه امتیازات مسابقه روز شنبه (Feature Race) | شیوه امتیازات مسابقه روز شنبه (Feature Race) |
| نفر اول                                      | نفر دوم                                      | نفر سوم                                      | نفر چهارم                                    | نفر پنجم                                     | نفر ششم                                      | نفر هفتم                                     | نفر هشتم                                     | نفر نهم                                      | نفر دهم                                      |
| -------------------------------------------- | -------------------------------------------- | -------------------------------------------- | -------------------------------------------- | -------------------------------------------- | -------------------------------------------- | -------------------------------------------- | -------------------------------------------- | -------------------------------------------- | -------------------------------------------- |
| ۲۵                                           | ۱۸                                           | ۱۵                                           | ۱۲                                           | ۱۰                                           | ۸                                            | ۶                                            | ۴                                            | ۲                                            | ۱                                            |

به راننده‌ای که پول پوزیشن (خط یک در صف شروع) مسابقه روز شنبه (Feature Race) را به دست آورد چهار امتیاز اضافی تعلق می‌گیرد.
به راننده‌ای که سریعترین دور را به دست آورد، به شرط آنکه ۹۰٪ از کل دورهای مسابقه را پشت سر بگذارد، مسابقه را جایگاه طبیعی خود شروع کند و در ۱۰ نفر اول قرار گیرد، دو امتیاز اضافی تعلق می‌گیرد.
هشت راننده برتر مسابقه روز یکشنبه (Sprint Race) به شرح زیر امتیاز کسب می‌کنند:
| شیوه امتیازات مسابقه روز یکشنبه (Sprint Race) | شیوه امتیازات مسابقه روز یکشنبه (Sprint Race) | شیوه امتیازات مسابقه روز یکشنبه (Sprint Race) | شیوه امتیازات مسابقه روز یکشنبه (Sprint Race) | شیوه امتیازات مسابقه روز یکشنبه (Sprint Race) | شیوه امتیازات مسابقه روز یکشنبه (Sprint Race) | شیوه امتیازات مسابقه روز یکشنبه (Sprint Race) | شیوه امتیازات مسابقه روز یکشنبه (Sprint Race) |
| نفر اول                                       | نفر دوم                                       | نفر سوم                                       | نفر چهارم                                     | نفر پنجم                                      | نفر ششم                                       | نفر هفتم                                      | نفر هشتم                                      |
| --------------------------------------------- | --------------------------------------------- | --------------------------------------------- | --------------------------------------------- | --------------------------------------------- | --------------------------------------------- | --------------------------------------------- | --------------------------------------------- |
| ۱۵                                            | ۱۲                                            | ۱۰                                            | ۸                                             | ۶                                             | ۴                                             | ۲                                             | ۱                                             |

به راننده‌ای که سریعترین دور را به دست آورد، همانند شرایط مسابقه روز شنبه (Feature Race)، دو امتیاز اضافی تعلق می‌گیرد.
حداکثر امتیازاتی که یک راننده می‌تواند در مجموع کسب کند ۴۸ امتیاز خواهد بود.
برای تعیین جایگاه رانندگان با امتیازات مساوی، راننده با بیشترین برد بالاتر قرار می‌گیرد؛ اگر باز هم تساوی وجود داشته باشد، از بیشترین مقام‌های دوم، سومین و غیره برای مشخص کردن جایگاه رانندگان استفاده می‌شود.

## مشخصات خودرو

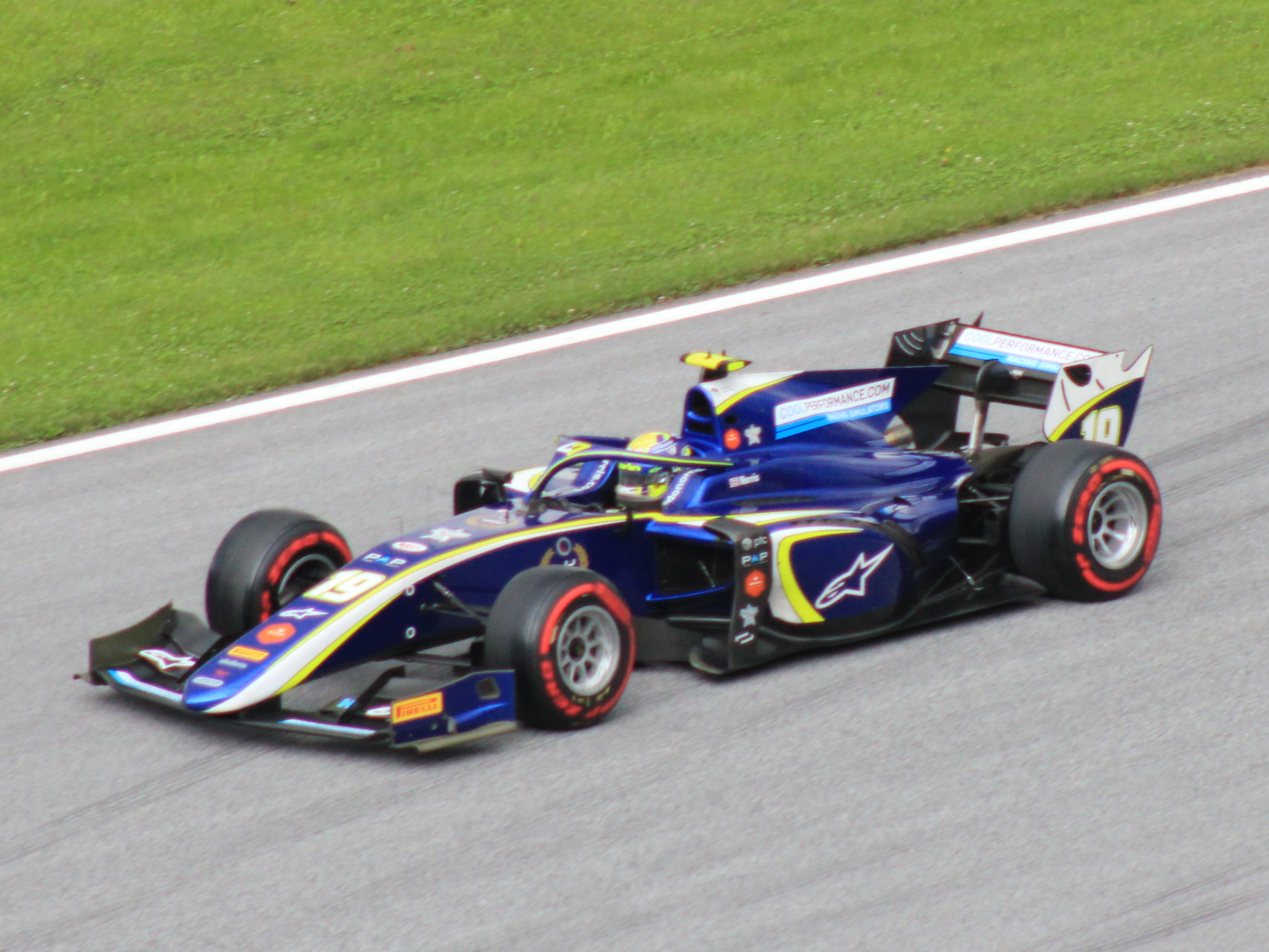
خودرو تیم کارلین در سال ۲۰۱۸ با رانندگی لاندو نوریس.

همه تیم‌ها از خودرو مخصوص مسابقات قهرمانی فرمول ۲ استفاده می‌کنند که دارای یک شاسی یکپارچه ساخته شده از یک نوع فیبر کربن پلیمری تقویت شده و تایرهای مخصوص آب و هوای خشک و بارانی شرکت پیرلی است.
ابعاد خودرو: طول ۵٫۲۲۴ متر، عرض ۱٫۹ متر، ارتفاع ۱٫۰۹۷ متر (با احتساب دوبین)، فاصله دو محور ۳٫۱۳۵ متر و وزن کلی ۷۵۵ کیلوگرم (با احتساب راننده).
موتور: یک موتور وی۶ ۳٫۴ لیتری، تک توربوشارژر مکاکروم؛ دارای ۶۲۰ اسب بخار در سرعت دورانی ۸۷۵۰ دور بر دقیقه و حداکثر گشتاور ۵۷۰ نیوتن متر در سرعت دورانی ۶۰۰۰ دور در دقیقه.
عملکرد: شتاب ۰ تا ۱۰۰ کیلومتر بر ساعت، ۲٫۹۰ ثانیه؛ شتاب ۰ تا ۲۰۰ کیلومتر بر ساعت، ۶٫۶۰ ثانیه؛ حداکثر سرعت ۳۳۵ کیلومتر بر ساعت (با احتساب تنظیمات Monza aero + دی‌آراس)؛ حداکثر کاهش سرعت ترمز ۳٫۵- جی؛ حداکثر شتاب جانبی ۳٫۹-/+ جی.

## قهرمان‌ها و جوایز
| فصل  | راننده      | راننده | راننده       | راننده | راننده         | راننده | تیم          | تیم    | تیم          | تیم    | تیم     | تیم    |
| ---- | ----------- | ------ | ------------ | ------ | -------------- | ------ | ------------ | ------ | ------------ | ------ | ------- | ------ |
| -    | نفر اول     | امتیاز | نفر دوم      | امتیاز | نفر سوم        | امتیاز | تیم اول      | امتیاز | تیم دوم      | امتیاز | تیم سوم | امتیاز |
| ۲۰۱۷ | شارل لکلرک  | ۲۸۲    | آرتم مارکلوف | ۲۱۰    | اولیور رولند   | ۱۹۱    | RUSSIAN TIME | ۳۹۵    | PREMA        | ۳۸۰    | DAMS    | ۳۶۹    |
| ۲۰۱۸ | جورج راسل   | ۲۸۷    | لاندو نوریس  | ۲۱۹    | الکساندر آلبون | ۲۱۲    | Carlin       | ۳۸۳    | ART          | ۳۵۰    | DAMS    | ۳۰۳    |
| ۲۰۱۹ | نیک دو وریس | ۲۶۶    | نیکلاس لطیفی | ۲۱۴    | لوکا غیوتو     | ۲۰۷    | DAMS         | ۴۱۸    | UNI-Virtuosi | ۳۴۷    | ART     | ۲۷۷    |